# Rue Général Gutiérrez Mellado
La Rue Général Gutiérrez Mellado est une rue piétonne de la ville espagnole de Pontevedra située dans la première zone d'expansion urbaine. C'est l'une des rues principales de Pontevedra.

## Origine du nom
Depuis 1996, la rue est dédiée au militaire et politicien Manuel Gutiérrez Mellado pour son important travail pendant la transition démocratique espagnole et dans le but d'éliminer les noms franquistes de la carte des rues de la ville, comme son ancien nom, Général Mola,.

## Histoire
L'origine de la rue réside dans l'accord adopté par le conseil municipal de Pontevedra le 5 janvier 1896 pour ouvrir une nouvelle rue entre les rues Marquis de Riestra et Michelena, à travers la propriété et les jardins d'Alejandro Mon Landa. En 1900, les terrains nécessaires à la construction de la rue ont été rendus publics.
En 1925, l'ouverture de la nouvelle rue a finalement été annoncée pour relier les rues Michelena et Marquis de Riestra et pour urbaniser un secteur important du centre-ville. En 1926, les expropriations ont été payées et le 25 août de la même année, les travaux d'ouverture de la rue ont commencé.
Les travaux d'achèvement de la nouvelle rue ont pris plus de temps que prévu en raison de la nécessité de démolir un garage situé au bout de la rue, face à la rue du Marquis de Riestra. Les dernières maisons de cette rue, qui empêchaient l'ouverture complète de la nouvelle rue connue sous le nom de prolongement de la rue Fernández Villaverde, avaient déjà été expropriées et ont été démolies en mai 1927. À partir du mois de juin de la même année, les propriétaires des parcelles de la nouvelle rue ont commencé à les clôturer. À la fin de l'année 1929, la rue n'était toujours pas aménagée et les baraques de l'ancien garage au bout de la rue étaient encore debout.
Au cours des premières années de son existence, la nouvelle rue était connue sous le nom de Calle del Chanchullo (Rue des Magouilles) en raison des négociations cachées et arrangées qui avaient été menées pour obtenir son ouverture dès le début et parce que la rue n'avait pas été ouverte conformément au projet approuvé par le conseil municipal. En mai 1931, le terrassement de la nouvelle voie fut achevé et en 1935, les voitures circulaient déjà normalement dans la rue,. Début juin 1936, le directeur général de la société Telefónica annonce la construction prochaine d'un immeuble au numéro 5 de la rue pour Central Telefónica, qui devient son siège à Pontevedra et abrite les bureaux de la société dans la ville,.
Le 26 juin 1937, la rue prend le nom du Général Mola, décédé le 3 du même mois dans un accident d'avion. La même année, le système d'égouts a été installé et l'approvisionnement en eau a été raccordé afin de faciliter la construction des bâtiments, qui n'avait pas encore commencé. En 1938, la rue est enfin pavée.
La plupart des bâtiments actuels de la rue ont été construits dans les années 1960, le chantier actuel des parcelles ayant été achevé au début des années 1970. Au cours de ces décennies, la rue est devenue une zone commerciale avec des établissements bien connus tels que le magasin de disques et d'appareils électroménagers Vázquez Lescaille, qui a ouvert ses portes en 1956. La rue était également un point de référence pour les arrêts de cars interurbains au cours de ces décennies. Plusieurs banques ont établi leurs succursales sur son côté est et de nombreux magasins se sont installés sur son côté ouest.
En 1965, une deuxième section des galeries marchandes de la rue Oliva a été ouverte à travers l'immeuble situé au numéro 3 de la rue, ce qui a permis de relier cette rue à la rue Général Gutiérrez Mellado.
Le 25 avril 1996, la municipalité a décidé de changer le nom original de la rue en celui de rue Général Gutiérrez Mellado, un général décédé quatre mois plus tôt.
En 2002, une rénovation majeure de la rue a été entamée pour la rendre piétonne. Les travaux ont été achevés au début du mois de mai 2003.
En avril 2023, à l'occasion de la démolition de l'immeuble au numéro 3 pour la construction d'un nouvel immeuble pour un grand magasin phare Zara, la sortie des galeries marchandes sur la rue Oliva a été condamnée,.

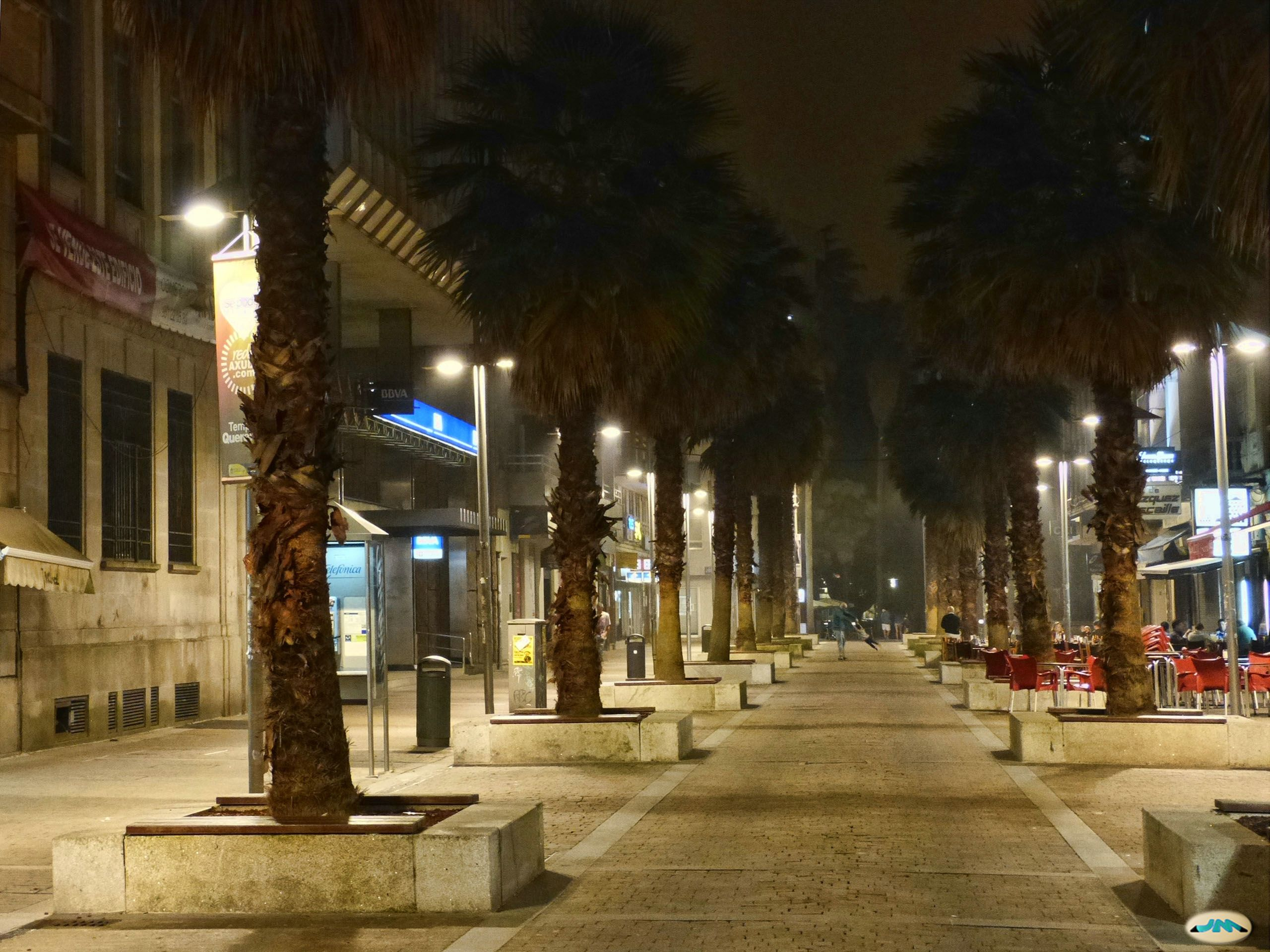
La rue de nuit avec ses palmiers à jupon californiens.

## Description
Il s'agit d'une rue piétonne de 140 mètres de long, droite et plate, située au cœur du centre-ville, qui relie le parc des Palmiers à la vieille ville. Sa largeur moyenne est de 20 mètres.
Il s'agit d'une rue centrale de la première expansion urbaine, entre les rues Marquis de Riestra et Michelena, à la lisière du centre historique de Pontevedra.
La rue est jalonnée de commerces et d'agences bancaires. Le pavage, de couleur ocre, est encadré par des bandes de granit sur les côtés pour différencier les espaces réservés aux piétons et la voie centrale, piétonne et réservée à la circulation pour les véhicules nécessaires à la desserte de la zone et l'accès aux garages des riverains.
L'élément le plus marquant de la rue est constitué par les deux rangées de grands palmiers à jupon californiens qui bordent longitudinalement l'allée centrale et facilitent la transition entre le parc des Palmiers et le centre historique de Pontevedra. La partie supérieure des larges entourages en pierre des arbres, qui comprennent un éclairage nocturne, est recouverte de bancs en bois situés aux deux extrémités des palmiers.